# Arnuwanda III
Arnuwanda iii fut l’avant-dernier le roi de l'Empire hittite, de 1209 à 1207 av. J.-C.. Il était le fils et successeur de Tudhaliya iv. Son règne, très bref, n'est documenté que par des empreintes de sceaux mises au jour à Hattusa, sur le tell de Nişantepe. Son frère Suppiluliuma II lui succède.

## Lignage
L'arbre généalogique ci-dessous est une reconstruction possible, parmi d'autres, du lignage de la famille royale de l'empire hittite. La nomenclature des souverains, les liens de parenté demeurent obscurs par de nombreux aspects. Étant donné l'incertitude des connaissances actuelles, on ne s'étonnera pas des désaccords entre cet arbre généalogique et les notices détaillées des rois.